# Renhagedissen
Renhagedissen (Cnemidophorus) zijn een geslacht van hagedissen die behoren tot de familie tejuhagedissen (Teiidae).

## Naam en indeling
De wetenschappelijke naam van het geslacht werd in 1830 voorgesteld door Johann Georg Wagler. Met de in 2013 toegevoegde soort Cnemidophorus duellmani worden er negentien soorten in het geslacht geplaatst.
Er werden voorheen meer soorten aan dit geslacht toegewezen, tot meer dan dertig, maar diverse soorten zijn in andere geslachten zoals Ameivula ondergebracht op basis van nieuwe inzichten. Drie voorheen als ondersoorten van het wenkpootje opgevatte taxa worden tegenwoordig als aparte soorten beschouwd: Cnemidophorus espeuti, Cnemidophorus gaigei en Cnemidophorus splendidus.
De wetenschappelijke geslachtsnaam Cnemidophorus is afgeleid van het Griekse κνημιδοφόρος (knēmidophoros), wat 'scheenplaten dragend' betekent.

## Verspreiding en habitat
Renhagedissen komen voor in delen van zuidelijk Noord-Amerika, Midden-Amerika en noordelijk Zuid-Amerika. Het areaal beslaat de landen Belize, Brazilië, Colombia, Frans-Guyana, Guatemala, Guyana, Nicaragua, Panama, Suriname, Trinidad en Tobago en Venezuela. Daarnaast komen verschillende soorten voor in het Koninkrijk der Nederlanden, te weten Aruba, Bonaire en Curaçao. Ook in de Verenigde Staten komen populaties voor in de staat Florida, maar deze zijn geïntroduceerd door de mens.
Verschillende soorten komen voor binnen het Nederlandse taalgebied, zoals Cnemidophorus pseudolemniscatus en het wenkpootje (Cnemidophorus lemniscatus), die onder andere in Suriname leven. Ook binnen het Koninkrijk der Nederlanden zijn enkele soorten te vinden, zoals de Arubaanse renhagedis (Cnemidophorus arubensis) op Aruba, en Cnemidophorus murinus die te vinden is op Curaçao.
Alle soorten zijn bewoners van begroeide maar open gebieden zoals bosranden, zanderige plaatsen en rotsachtige streken met begroeiing. Veel soorten leven op onbeschaduwde plekken waar ze kunnen zonnen en eenmaal opgewarmd snel kunnen wegvluchten voor vijanden.

## Uiterlijke kenmerken
De verschillende soorten bereiken een totale lengte van ongeveer twintig tot veertig centimeter. De staart beslaat ongeveer zeventig procent van de lichaamslengte. Alle soorten hebben een bruine basiskleur en een lichtere tot gele buik. Op de rug en flanken zijn vaak afstekende strepen of vlekken aanwezig. Vele soorten hebben groene tot blauwe delen van het lichaam zoals de flanken of de staart, met name de mannetjes in de paartijd.
Renhagedissen vertonen veel uiterlijke overeenkomsten met de verwante ameiva's (geslacht Ameiva).

## Levenswijze

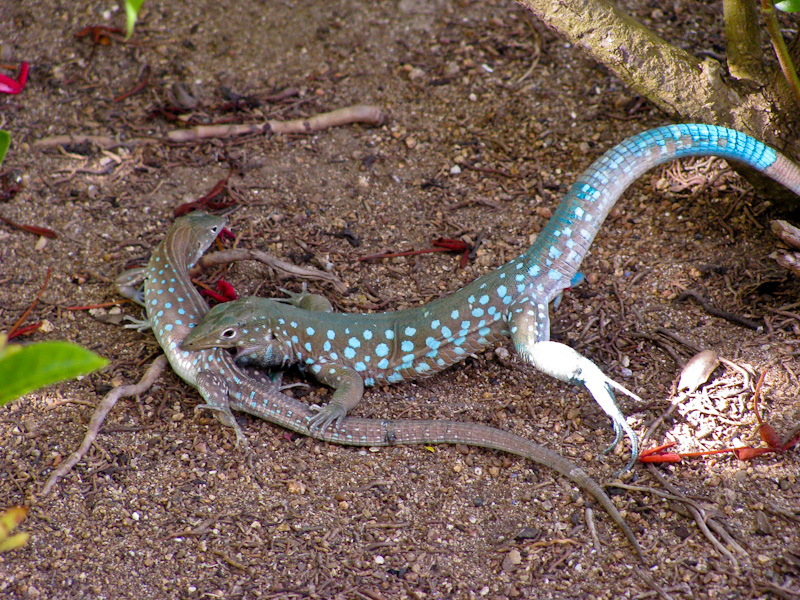
Paring van de Arubaanse renhagedis (Cnemidophorus arubensis), Aruba

Renhagedissen danken hun Nederlandstalige naam aan het feit dat ze zeer snel kunnen rennen. Bij verstoring zet de hagedis een sprint in om enige tientallen meters later plots stil te staan om te kijken of de vijand nog in de buurt is. Vervolgens wordt een tweede snelle sprint ingezet in een andere richting om te ontkomen. Van een aantal soorten is beschreven dat ze op hun achterpoten kunnen rennen terwijl het lichaam en de staart omhoog worden gehouden.
Alle soorten zijn eierleggend. Een bijzonderheid is dat sommige soorten parthenogeen zijn, ofwel zich maagdelijk voortplanten. Binnen dergelijke soorten komen alleen vrouwtjes voor die niet bevrucht worden door een mannetje maar eieren produceren die genetisch identiek zijn. Een voorbeeld is de soort Cnemidophorus cryptus. Bij andere soorten komt zowel maagdelijke als geslachtelijke voortplanting voor, zoals bij Cnemidophorus espeuti is beschreven.

## Soortenlijst
| Naam                                   | Auteur                           | Verspreidingsgebied |
| -------------------------------------- | -------------------------------- | --- |
| Cnemidophorus arenivagus               | Markezich, Cole & Dessauer, 1997 | Venezuela |
| Cnemidophorus arubensis                | Lidth de Jeude, 1887             | Aruba |
| Cnemidophorus cryptus                  | Cole & Dessauer, 1993            | Brazilië, Frans-Guyana, Guyana, Suriname, Venezuela |
| Cnemidophorus duellmani                | McCranie & Hedges, 2013          | Panama |
| Cnemidophorus espeuti                  | Boulenger, 1885                  | Colombia |
| Cnemidophorus flavissimus              | Ugueto, Harvey & Rivas, 2010     | Venezuela |
| Cnemidophorus gaigei                   | Ruthven, 1915                    | Colombia |
| Cnemidophorus gramivagus               | McCrystal & Dixon, 1987          | Brazilië, Colombia, Venezuela |
| Wenkpootje (Cnemidophorus lemniscatus) | Linnaeus, 1758                   | Aruba (geïntroduceerd), Belize, Brazilië, Colombia, Frans-Guyana, Guatemala, Guyana, Nicaragua, Suriname, Trinidad en Tobago, Venezuela, Verenigde Staten (Florida; geïntroduceerd) |
| Cnemidophorus leucopsammus             | Ugueto & Harvey, 2010            | Venezuela |
| Cnemidophorus murinus                  | Laurenti, 1768                   | Curaçao, Bonaire |
| Cnemidophorus nigricolor               | Peters, 1873                     | Venezuela |
| Cnemidophorus pseudolemniscatus        | Cole & Dessauer, 1993            | Frans-Guyana, Suriname |
| Cnemidophorus rostralis                | Ugueto & Harvey, 2010            | Venezuela |
| Cnemidophorus ruatanus                 | Barbour, 1928                    | Belize, Guatemala, Honduras, Nicaragua |
| Cnemidophorus ruthveni                 | Burt, 1935                       | Bonaire |
| Cnemidophorus senectus                 | Ugueto, Harvey & Rivas, 2010     | Venezuela |
| Cnemidophorus splendidus               | Markezich, Cole & Dessauer, 1997 | Venezuela |
| Cnemidophorus vanzoi                   | Baskin & Williams, 1966          | Saint Lucia |